# Георги Дражев
Георги Дражев Хаджигеоргиев е български националреволюционер, участник в Априлското въстание (1876) и една от главните фигури във Втори Сливенски революционен окръг. Отговарял за Бургаски и Айтоски регион.

## Биография
Георги Дражев е роден на 26 април (8 май нов стил) 1848 г. в град Ямбол. Най-голямо дете е на Дражо Хаджигеоргиев един от най-ревностните дейци в борбата за българска просвета и църковна независимост в Ямбол и областта. За идейното му израстване голяма роля изиграва неговият учител пламенният патриот и бунтовник Ради Колесов, който през 1856 г. е писар в четата на прочутия дядо Никола. Другият му учител е човекът, оставил една от най-светлите дири в нашето възраждане – видният възрожденец и поет Добри Чинтулов. Едва на 15 години Георги е обвинен за участие в църковната борба. Арестуван е и заедно с баща си хвърлен в затвора.
За кратко време се издига като една от централните фигури в борбата срещу османската власт. Много ползотворно се оказва познанството му с Атанас Узунов, който през 1872 г. му урежда среща с Васил Левски. На 23 април 1873 г. в неговия дом след продължителна подготовка се събират значителен брой патриотично настроени младежи, които основават Ямболския частен революционен комитет и избират за председател Георги Дражев. Следващите две години са изпълнени с усилена дейност по подготовка на населението за организирана борба. През 1875 г. градът е посетен от Стефан Стамболов, в качеството му на един от главните организатори на Старозагорското въстание (1875).
В навечерието на Априлското въстание Георги Дражев е един от най-влиятелните и будни личности на Ямбол, ръководител на местния революционен комитет и ключов организатор за района на Ямбол. Преди избухването на въстанието Дражев е принуден да се укрива от османските власти, тъй като в дома му е намерено оръжие и муниции. Арестувани са баща му и брат му.
След избухването на Априлското въстание се включва дейно в борбата. На 4 май 1876 г. е образувана Сливенско-ямболската чета. В избрания военен съвет са Стоил войвода, Иларион Драгостинов, Георги Обретенов и Георги Дражев. При последвалите сражения с многократно превъзхождащия ги противник четата е разгромена и разпръсната.
На 12 май раненият Георги Дражев е заловен от вражеска потеря в местността „Чешме“ между селата Бинкос и Близнец заедно със Стоил войвода. Откаран е първоначално в Нова Загора, после в Одрин. Осъден на смърт от военнополеви съд. Връщат го обратно в Ямбол и на 29 юни (11 юли нов стил) 1876 г. е обесен пред родната си къща. Неговите последни думи са призив борбата да продължи:
„...Възкресни, България!“.

## Памет
На Георги Дражев е наречено ямболското село Дражево, както и улица в квартал „Люлин“ в София (Карта).